# ريتشارد كرولي
ريتشارد كرولي (بالإنجليزية: Richard Crowley)‏ هو محامي وسياسي أمريكي، ولد في 14 ديسمبر 1836 في بيندلتون في الولايات المتحدة، وتوفي في 22 يوليو 1908 في الولايات المتحدة. حزبياً، نشط في الحزب الجمهوري. وقد انتخب عضو مجلس ولاية نيويورك وانتخب عضو مجلس النواب الأمريكي.